# Baardwijk

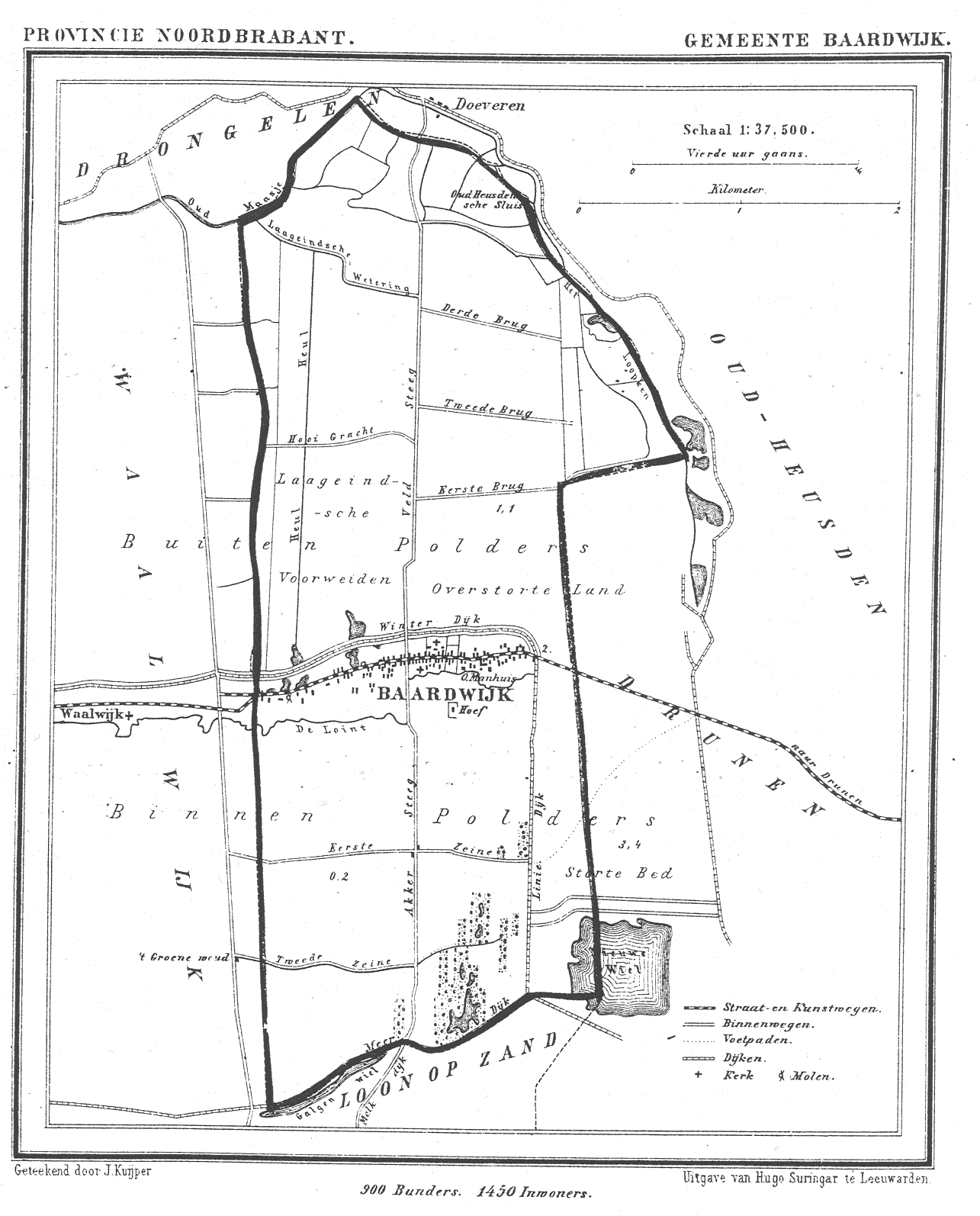
Baardwijk in 1866

Wapen van Baardwijk

Baardwijk (uitspraak, Brabants: Bork) is een voormalig zelfstandige gemeente en nu een woonwijk van Waalwijk, in de Nederlandse provincie Noord-Brabant. Het ligt in het noordoostelijk deel van Waalwijk. In Baardwijk staan de rooms-katholieke Sint-Clemenskerk gebouwd in 1896, de 13e-eeuwse stenen kerktoren van de oorspronkelijke dorpskerk van de Sint‑Clemensparochie, en de hervormde kerk. Baardwijk was oorspronkelijk een dorp tussen Waalwijk en Drunen, in het vroegere Teisterbant. Het lag op het grondgebied van het Graafschap Holland, het behoorde tot de bovendorpen van het Land van Heusden. Terwijl het oude Waalwijk en Drunen in 1232 verkocht werden door de heer van Altena aan de hertog van Brabant, bleef Baardwijk Hollands tot 1814, toen werd het een onderdeel van de provincie Noord-Brabant. Tot 1922 was het dorp een autonome gemeente, waarna het samen met Besoijen en Waalwijk een nieuwe gemeente werd.
Baardwijk was tot 1937 aangesloten op een tramlijn van Tilburg naar 's-Hertogenbosch.

## Etymologie
De oorsprong van Baardwijk ligt in 11e eeuw, Baardwijk is dus ten minste negen eeuwen oud. In 1108 werd deze plaats voor het eerst vermeld als Barduwich in Teisterbant. De verwantschap met de naam van de oude stad Bardowick bij Lüneburg berust vrijwel zeker op toeval. Daarna zijn er verschillende vormen van de namen Baardwijk gevonden, zoals Barduvich (1136), Bardevuihc (begin dertiende eeuw), Baerdwyc, Bardewic en Barduic (1312-1350), Bardwyc (1316), Baerdewijc (1343). Het woord ‘-wijk’ verwijst naar de betekenis van ‘hoeve, dorp of nederzetting, vaak met een bepaalde functie’ en is ontleend aan het Latijnse woord (‘vicus’). Waarschijnlijk was Baardwijk een nederzetting van turfafgravers. Verwanten van het woord ‘baard’ als plaatsnaamkundig element zijn uit meerdere Germaanse talen bekend, in Middelnederlands betekent het woord ‘bort’ of ‘boort’ wal of oever. Op basis van het bovenstaande is het aannemelijk om voor Baardwijk uit te gaan van de verklaring ‘nederzetting aan de (water)kant’, het houdt waarschijnlijk verband met de ligging aan of bij stromend water.
De naam is een verwijzing naar de ligging aan een water, dit past goed bij de gedachte dat het dorp vóór de Sint‑Elisabethvloed meer noordwaarts was gelegen, nabij of aan het Oude Maasje. Behalve de oude kerktoren is de oude nederzetting bij de Sint‑Elisabethvloed in 1421 verloren gegaan.

## Geschiedenis
De geschiedenis van Baardwijk gaat ten minste terug tot de middeleeuwen. Ongeveer 1140 zou al het hangveen onder Baardwijk geheel zijn afgegraven. De voorganger van abt Rodulfi van de proosdij Sint-Truiden van 1108-1138, had een geschil met Arnold III van Rode, heer van Rode om Baardwijk. Het stuk waarin Barduwich in voorkomt luidt: Tot de niet inbare posten behoort de tiende van Barduwich in Teisterbant, die jaarlijks anderhalve mark opbrengt, en die ik heb geboekt op de jaarlijkse dienst van de bisschop van Mettis (Metz), die de man moet zijn waaronder de abt ressorteert die er de houder van is. Hierop is echter inbreuk gemaakt door een adellijk, maar wreed tiranniek heer, Arnulfus van het kasteel Rode, tegen wie mijn voorganger, heer abt Theodoricus, een lange maar vergeefse strijd heeft gevoerd. Want hij (Arnulfus) beweerde de houder ervan te zijn vanwege de bisschop van Trajectum. Baardwijk bezat toen mogelijk al een kapel. In 1272 werd een nieuwe kerk gesticht. Vermoedelijk lag het dorp oorspronkelijk meer noordelijker op een stroomrug van de middeleeuwse Maas. De bedding van de oude Maas liep anders dan de tegenwoordige Bergsche Maas, die gegraven is. Gaandeweg de ontginningen in de 12e en 13e eeuw verschuift de Baardwijkse bebouwing in zuidelijke richting tot op een hogere dekzandrug, nu De Langstraat.
Vanaf midden 13e eeuw behoorde Baardwijk tot het Graafschap Holland, dit in tegenstelling tot Waalwijk en Drunen, welke vanaf 1232 bij het Hertogdom Brabant hoorden.
In 1243 droeg de Abdij van Sint-Truiden het patronaatsrecht over aan de heer Dirk Loeff van Berendonk. In 1272 werd de reeds bestaande kapel door de Bisschop van Luik verheven tot parochiekerk. Vermoedelijk is niet lang daarna de kerk gebouwd, waarvan de oude kerktoren nog een overblijfsel is. De kerk was gewijd aan de heilige Clemens, zoals zovele kerken die met de Abdij van Sint-Truiden in verband stonden.
Tijdens het Twaalfjarig Bestand (1609-1621) werd in Baardwijk het calvinisme ingevoerd.  De oorspronkelijke kerk werd genaast door de Hervormden en in 1610 werd voor Baardwijk en Elshout een gereformeerde gemeente gesticht en een predikant aangesteld. De middeleeuwse kerk van Baardwijk bleef sindsdien protestants. Ook tijdens de Franse tijd deden de katholieken geen moeite om hun kerk terug te krijgen. De katholieken van Baardwijk konden dankzij de katholieke heer van Baardwijk hun geloof blijven uitoefenen, daar de heer vanaf 1637 zijn huiskapel hiervoor ter beschikking stelde. Aanvankelijk werden zij in het geheim bediend door de Norbertijnen en reguliere kanunniken. Van 1692 tot 1836 gebruikten zij hiervoor een schuurkerk, het achterhuis van een boerderij. Enkele jaren eerder hadden zij een vaste pastoor gekregen. Ze bleven voorlopig hun schuurkerk gebruiken. Met steun van het rijk werd in 1836 een (nieuwe) Waterstaatskerk gebouwd, die in 1896-1897 werd vervangen door de huidige neogotische kerk. De  Sint-Clemenskerk werd gebouwd vlak naast de toenmalige Waterstaatskerk, waarvoor in februari 1896 een perceel met woonhuis werd aangekocht. Op 26 maart 1896 werd met de graafwerkzaamheden begonnen, in juli 1897 was de kerk gereed en na de inzegening werd zij in gebruik genomen. Een gedenksteen rechts in het priesterkoor vermeldt: "De eerste steen heeft gelegd de Eerwaarde Heer G. van Haaren, Pastoor op 16 juni 1896; toen tempelwachters waren A. de Kort en A. Klerx".
De hervormde kerk was in 1911 bouwvallig geworden. Ze werd gesloopt en door een nieuwe kerk vervangen. De (oude) kerktoren bleef gespaard.
Nadat het dorp in 1922 samen was gegaan met Besoijen en Waalwijk groeide het geleidelijk aan ook volledig vast aan de bebouwde kom van Waalwijk. Tegenwoordig is het een wijk  van Waalwijk, maar de oude dorpsstructuur is nog goed herkenbaar.
In Baardwijk heeft ook een klooster gestaan, en wel van de Zusters van Jezus Maria Josef. Het huis dat samen met een klooster en een school een gebouw vormde kreeg de naam Sint-Antonius Liefdegesticht. De naam Sint-Antonius werd aan het gebouw gegeven ter ere van de Vrouwe van Baardwijk, mevrouw douairière Antoon Smits, die door haar gift (1888) de bouw mogelijk maakte. Het huis werd in 1959 verbouwd tot Sint-Clemenshof en is in 1985 gesloopt.

## Bezienswaardigheden

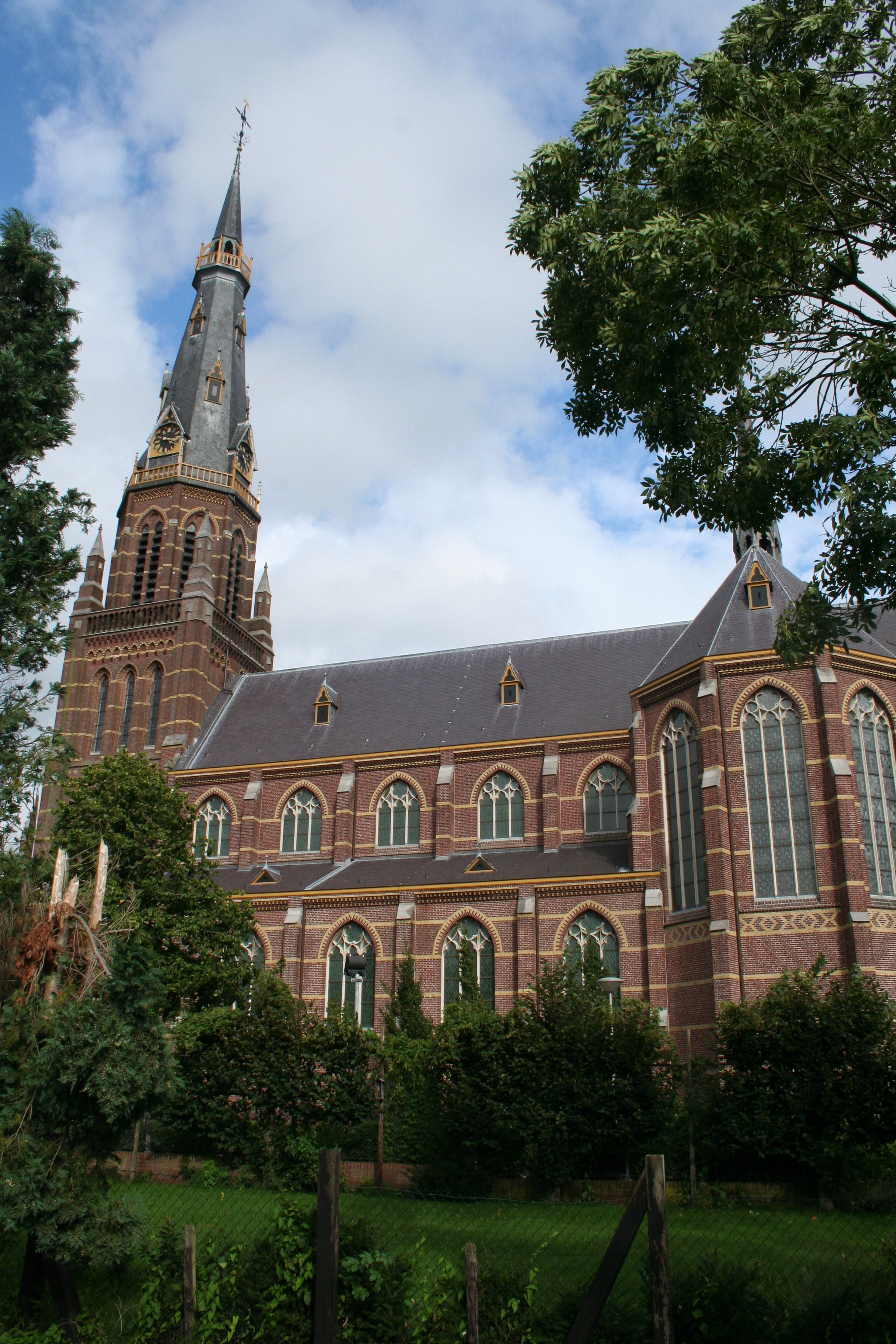
De Sint-Clemenskerk te Baardwijk

- De oude toren aan de Winterdijk is een overblijfsel van de oorspronkelijke parochiekerk, later de Hervormde Kerk, van Baardwijk. Deze kerk werd in 1911 gesloopt. Van de vlakopgaande toren, die behouden bleef, stammen de onderste geledingen van ongeveer 1300, terwijl ze in de 15e eeuw verhoogd is met een klokkengeleding. In 1924 werd de toren gerestaureerd. De benedenste geledingen vormen een van de vroegste voorbeelden van het gebruik van baksteen in de kerkenbouw.
- De Hervormde kerk aan de Loeffstraat 113 is een eenvoudig bakstenen zaalkerkje uit 1911. Men ziet invloeden van de neogotiek, onder meer de toepassing van spitsbogen. Het kerkje is ontworpen door architectenbureau K.C. Suyling & Zn.
- De Sint-Clemenskerk aan de Loeffstraat 50 is een neogotisch bouwwerk uit 1897. Architect was Jacques van Groenendael. Het is een driebeukige kruisbasiliek met een toren die een achtkante bovenbouw heeft. Ook is er een vieringtorentje. De transeptarmen zijn veelhoekig afgesloten. Kenmerkend zijn de speklagen van gele baksteen. De kerk bezit twee koperen lichtkronen uit ongeveer 1700. Nabij de kerk staat een Heilig-Hartbeeld uit 1925. In 2019 is de kerk aan de eredienst onttrokken.

## Natuur en landschap
Alleen ten zuiden van Baardwijk vindt men akkerland. Het noorden staat sterk onder invloed van de Bergsche Maas en kent vooral weiland. In de wijk De Hoef, een onderdeel van het oude Baardwijk, is een van de slagen van het oude slagenlandschap  behouden gebleven.

## Afbeeldingen

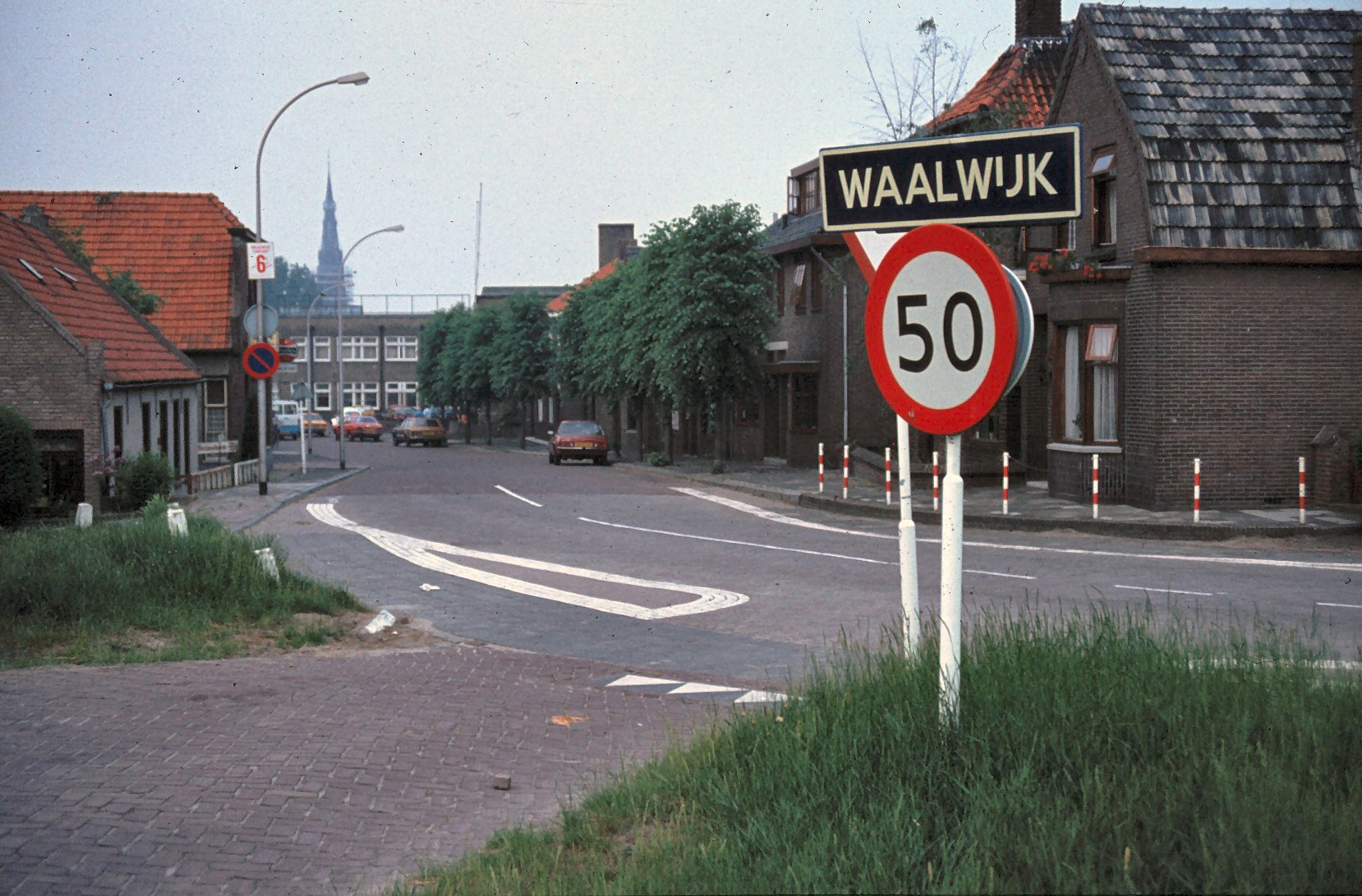
Hoogeinde +/- 1980
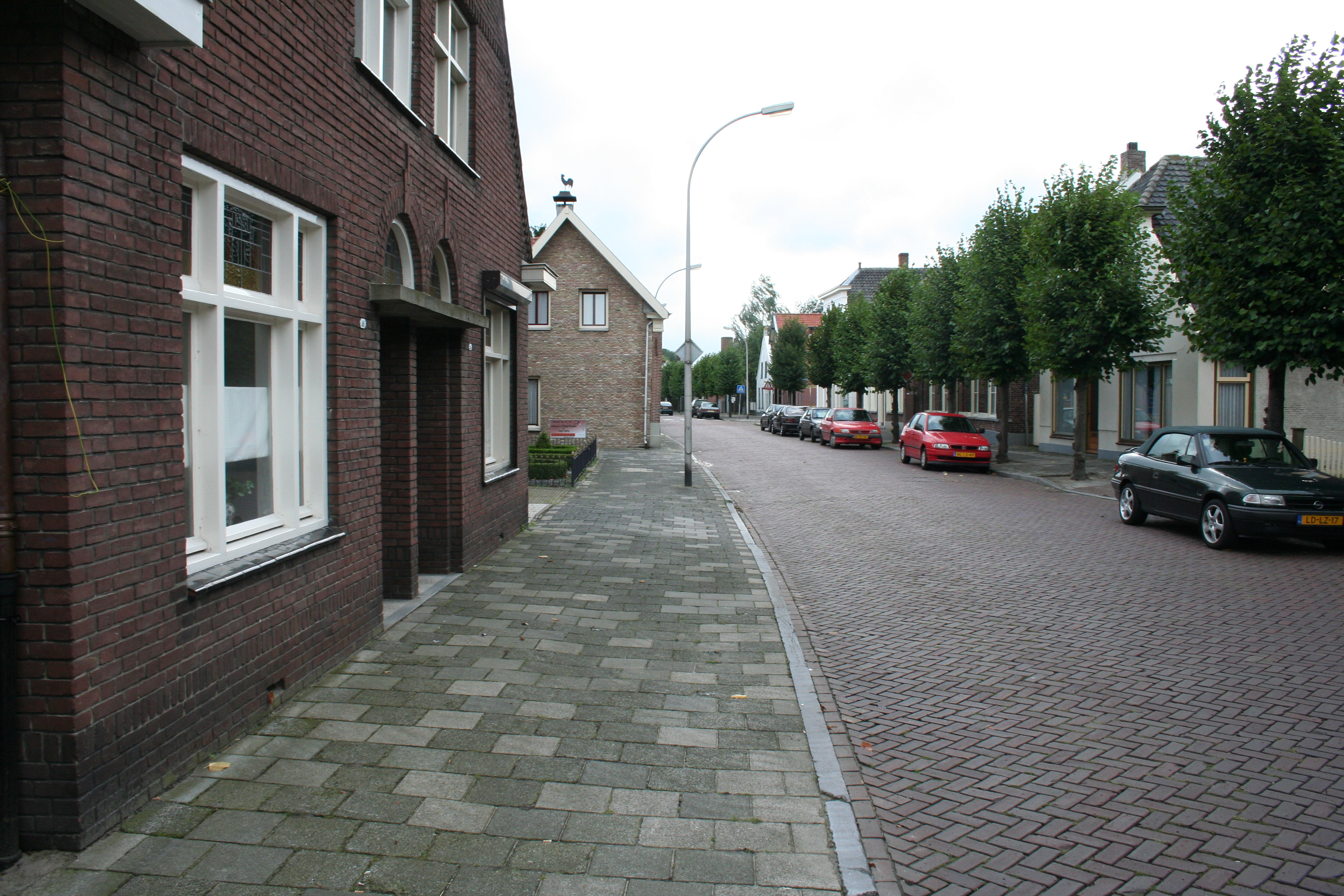
De Loeffstraat
Wapen van Baardwijk

## Geboren
- Jan Loeff (1858-1921), advocaat en minister van Justitie (1901-1905)

## Nabijgelegen kernen
Waalwijk, Drunen, Doeveren